# Kuefstein

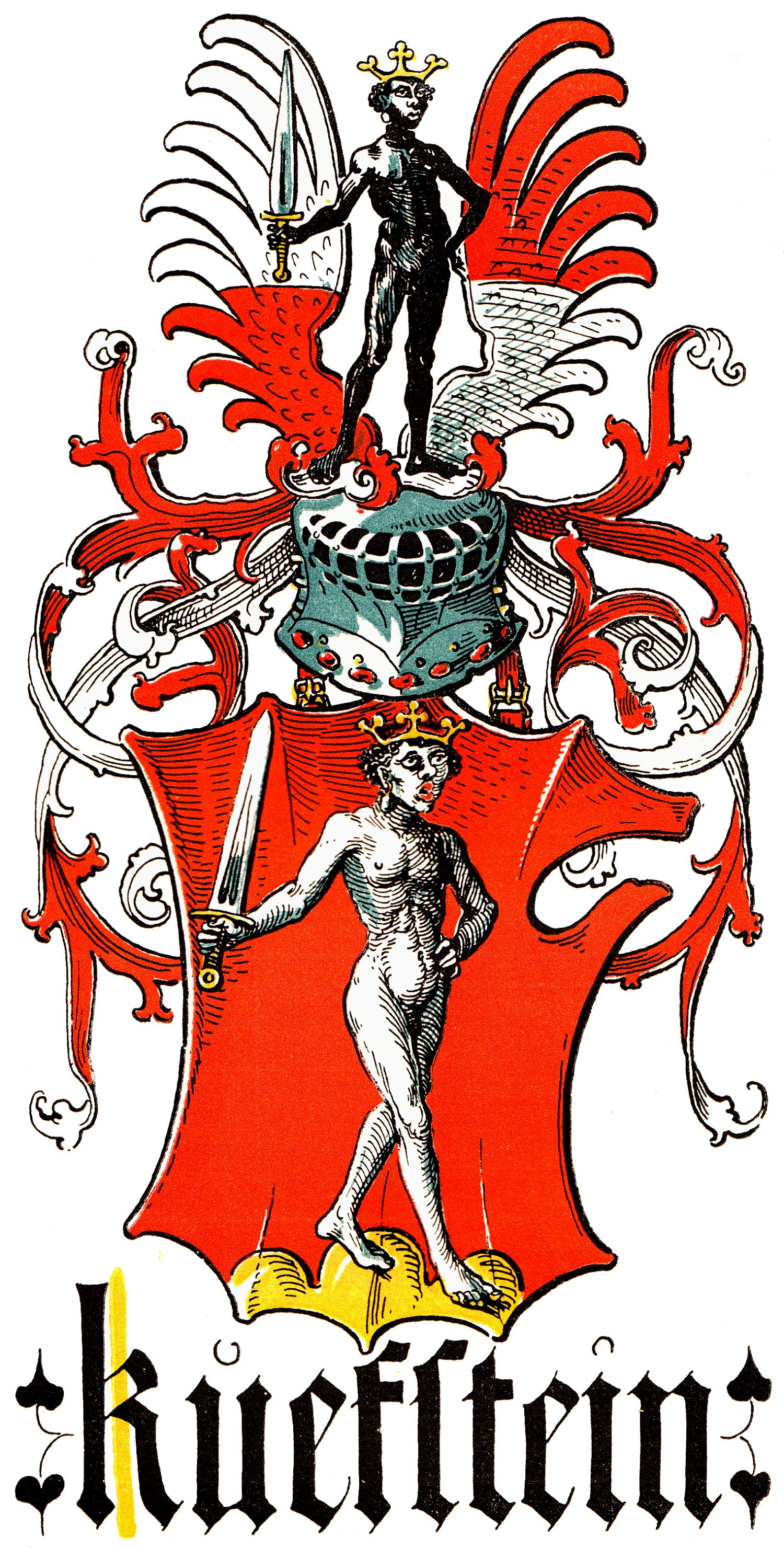
Stammwappen von Otto Hupp im Münchener Kalender von 1904

Johann Ludwig von Kuefstein (1587–1656), Gesandter, Dichter, Vicedom für Oberösterreich

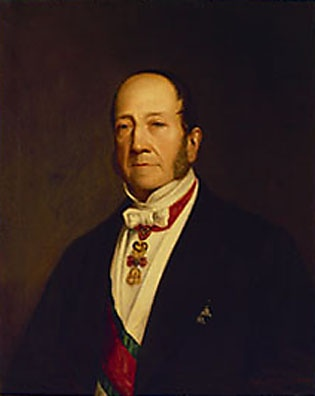
Franz Seraphin von Kuefstein, erbliches Mitglied des Herrenhauses von 1861 bis 1871, gemalt von Josef Neugebauer

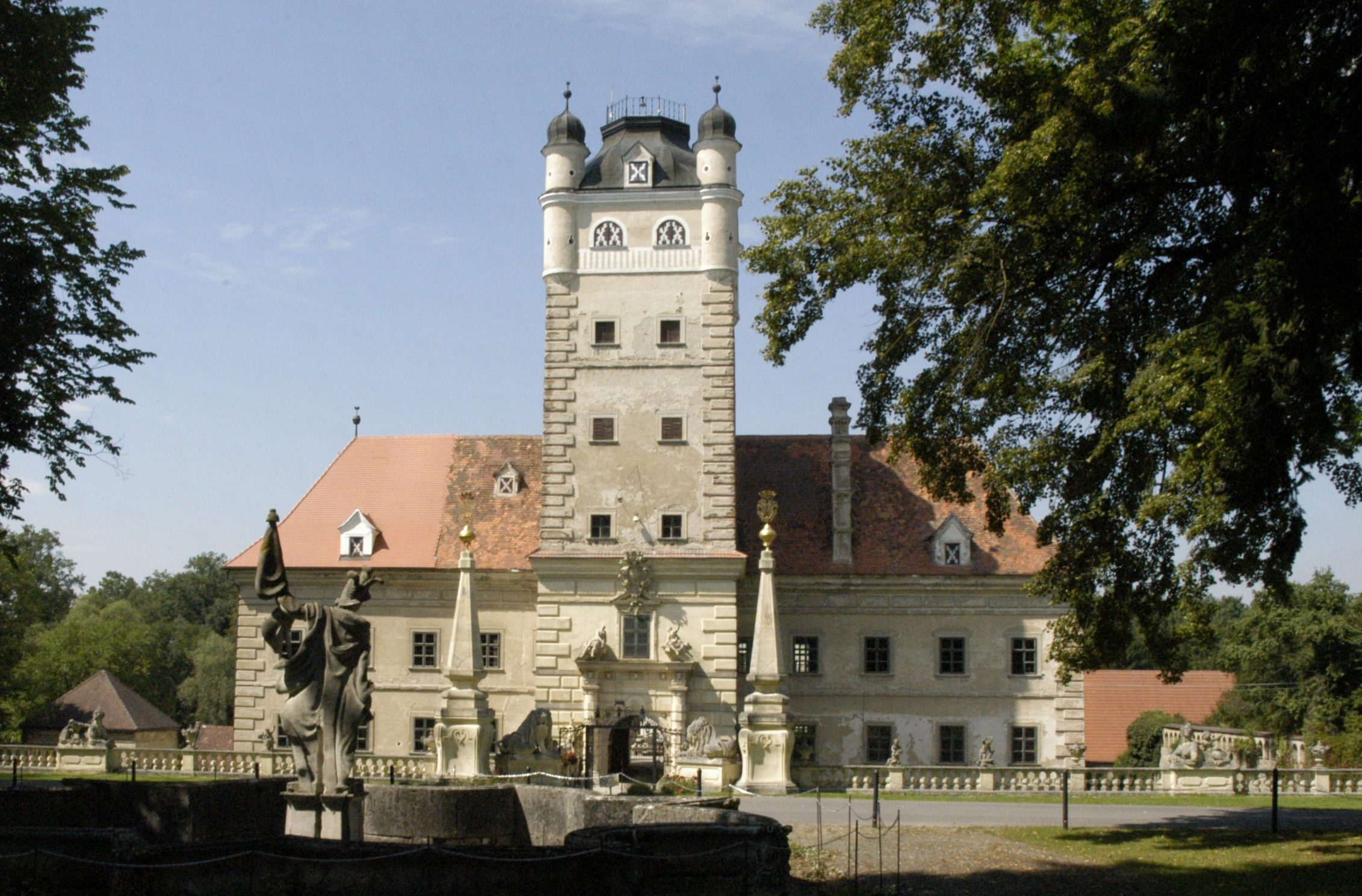
Schloss Greillenstein

Kuefstein (auch Kuefsteiner, Kuofstein, Kuffstain) ist ein österreichisches Adelsgeschlecht, das dem Hochadel angehörte.

## Geschichte
Die Familie stammte vermutlich aus Tirol (Kufstein), 1180 wird Sigihart de Kuofstein genannt. Um 1300 erscheinen die Kuffstainer in Niederösterreich und nach 1400 in Wien. 1602 stieg sie in den Freiherren-, 1634/48 unvollendet durch das Ableben Kaiser Ferdinand II. beziehungsweise 1654 durch die Bestätigung der unvollendeten Ausfertigung durch Kaiser Ferdinand III. in den Reichsgrafenstand auf.
Zu den bedeutendsten Mitgliedern der Familie gehörte Johann Ludwig von Kuefstein (1582–1656), auch Hans Ludwig genannt, Sohn des Johann Georg III. von Kuefstein, Freiherrn von Greillenstein (1536–1603), und der Anna von Kirchberg (1559–1615). Er war Gesandter Kaiser Ferdinands II. in Konstantinopel. Als solcher erreichte er einen 30 Jahre dauernden Waffenstillstand bei Sultan Murad IV. Dafür wurde er Vicedom (vergleichbar dem heutigen Landeshauptmann) für Oberösterreich und 1624 erblicher Oberst-Erbland-Silberkämmerer. Er wirkte auch als Dichter und Romanübersetzer. 1634 wurde er in den Reichsgrafenstand erhoben und zugleich geheimer Rat. Hans Ludwig war in erster Ehe mit Maria Grabner von Rosenburg (1589–1623) und in zweiter Ehe mit Susanna Eleonora von Stubenberg (1602–58) verheiratet. Aus zweiter Ehe entstammten die Kinder Gottlieb, Gotthilf, Anna Dorothea, Eleonora, Constantia, Susanna Maria, Theresia, Lobgott, Ehrgott, Gotttrau, Preisgott, Diengott, Gottwill, Johanna Ludwiga und Hilfgott. Bis zur Konversion (1627) Hans Ludwigs zum katholischen Glauben war die Familie protestantischen Glaubens.
Hans Georg (1645–1699), Stifter des Familien-Fideikommisses Greillenstein, erwarb 1683 durch Heirat mit der Tochter des österreichischen Hofkanzlers Leopold von Hocher die Herrschaft Burg Hohenkrähen in Schwaben, die sein Sohn 1747 verkaufte.
Spätestens um 1700 tritt die Familie auch in Salzburg in Erscheinung. Dort lebten Hilfgott und Preisgott Grafen von Kuefstein, beides Söhne des vorgenannten Hans Ludwig Grafen von Kuefstein und der Susanna Eleonora zu Stubenberg.
Hilfgott Graf von Kuefstein (* 1643, † 13. Dezember 1713) war Geheimer Rat des Erzbischofs von Salzburg, Stadtkommandant und Kriegsratsdirektor. Preisgott I. Graf von Kuefstein (* 20. Februar 1637 oder 1746; † 19. Jänner 1701), zu Hartheim, Weidenholz und Anif, war salzburgischer Oberjägermeister.
Als eines von vier mediatisierten österreichischen Adelsgeschlechtern hatte die Familie einen erblichen Sitz im Herrenhaus, dem Oberhaus des österreichischen Reichsrates. Franz Seraphin von Kuefstein war erbliches Mitglied des Herrenhauses von 1861 bis 1871.

## Persönlichkeiten
- Hans Lorenz (I.) Kuefsteiner (1496–1547), königlicher Rat, Landuntermarschall von Niederösterreich
- Johann Georg III. von Kuefstein (1536–1603), niederösterreichischer Vicedom[1]
- Johann Ludwig von Kuefstein (1582–1656), Landeshauptmann von Oberösterreich
- Matia Elisabeth von Kuefstein (1641–1699), Oberin im Klarissenkloster Hall in Tirol
- Hans Heinrich von Kuefstein (1643–1683), Oberst eines Dragonerregiments (später k.u.k. Dragonerregiment „Eugen Prinz von Savoyen“ Nr. 13)
- Hilfgott von Kuefstein (1643–1713), Geheimer Rat des Erzbischofs von Salzburg, Stadtkommandant und Kriegsratdirektor
- Johann Paul von Kuefstein (1673–1719), Generalfeldwachtmeister
- Johann Karl Jakob von Kuefstein (1679–1717), kaiserlicher Kämmerer und Regent in Niederösterreich
- Johann Ferdinand I. Graf von Kuefstein (1688–1755), Diplomat, Vizehofkanzler und Statthalter von Niederösterreich
- Johann Anton von Kuefstein (1688–1745), kaiserlicher Generalfeldwachtmeister, Stifter einer Nebenlinie der Greilenstein’schen Linie[4]
- Preisgott von Kuefstein († 1750), kaiserlicher Generalfeldwachtmeister[5]
- Johann Ferdinand III. von Kuefstein (1752–1818), k. k. Kämmerer, Stadthauptmann von Wien
- Franz Seraphin von Kuefstein (1794–1871), Geheimer Rat und Obersthofmeister

## Besitztümer
Schloss Greillenstein ist ein Renaissance-Schloss im Ort Greillenstein in der niederösterreichischen Gemeinde Röhrenbach. Es befindet sich seit 1534 im Besitz der Familie und ist der Öffentlichkeit zugänglich.
Zeitweise gehörten der Familie auch Schloss Anif, Schloss Schwertberg (phasenweise 1626–1748), Burg Windegg (1675 bis etwa 1746), Schloss Hart (1676 bis etwa 1748), Schloss Burgschleinitz (1624–1934), Schloss Spitz und Schloss Viehofen (1745–2003).

## Wappen

### Stammwappen von 1599
Blasonierung des Stammwappens von 1599: In rotem Feld einen nackten Mohren mit einer Goldkrone am Kopf, einem Schwert in der rechten Hand, die linke Hand in die Seite setzend, auf einem einfachen gelben Hügel stehend; oben auf dem gekrönten Helm steht der Mohr zwischen zwei geteilten Adlerflügeln, der vordere ist oben rot, unten weiß, der hintere oben weiß, unten rot.
Erklärung: Das Wappen könnte auf die Teilnahme an einem Kreuzzug hindeuten.

### Grafenwappen von 1654
Blasonierung des Grafenwappens von 1654: Geviertes Wappen mit Herzschild, Feld 1 und 4 in Schwarz eine goldene Rose, Feld 2 und 3 geteilt, im zweiten Feld oben rot unten Silber, im dritten Feld umgekehrt (oben Silber, unten rot); in beiden Feldern ist mittig eine nach unten gerichtete goldene Dryangel [Triangel], mit je einer goldenen Kugel an den Spitzen; das Herzschild mittig zeigt das Stammwappen, der Mohr hat aber einen mit gelbem Schurz, Ohrgehänge aus Perlen und steht auf einem dreifachen Hügel; auf dem Schild die Grafenkrone, darauf drei gekrönte Helme, der erste mit einem grünen Palmenbaum mit hängenden Blättern und gelben Früchten, mittig der oben beschriebene Mohr mit den zwei Adlerflügeln, der dritte Helm zeigt einen weißen Turban mit roter Kappe hinten mit einem schwarzen Reiherbusch bestückt; die Helmdecken sind rechts weiß (silber) und rot, links schwarz und gold.

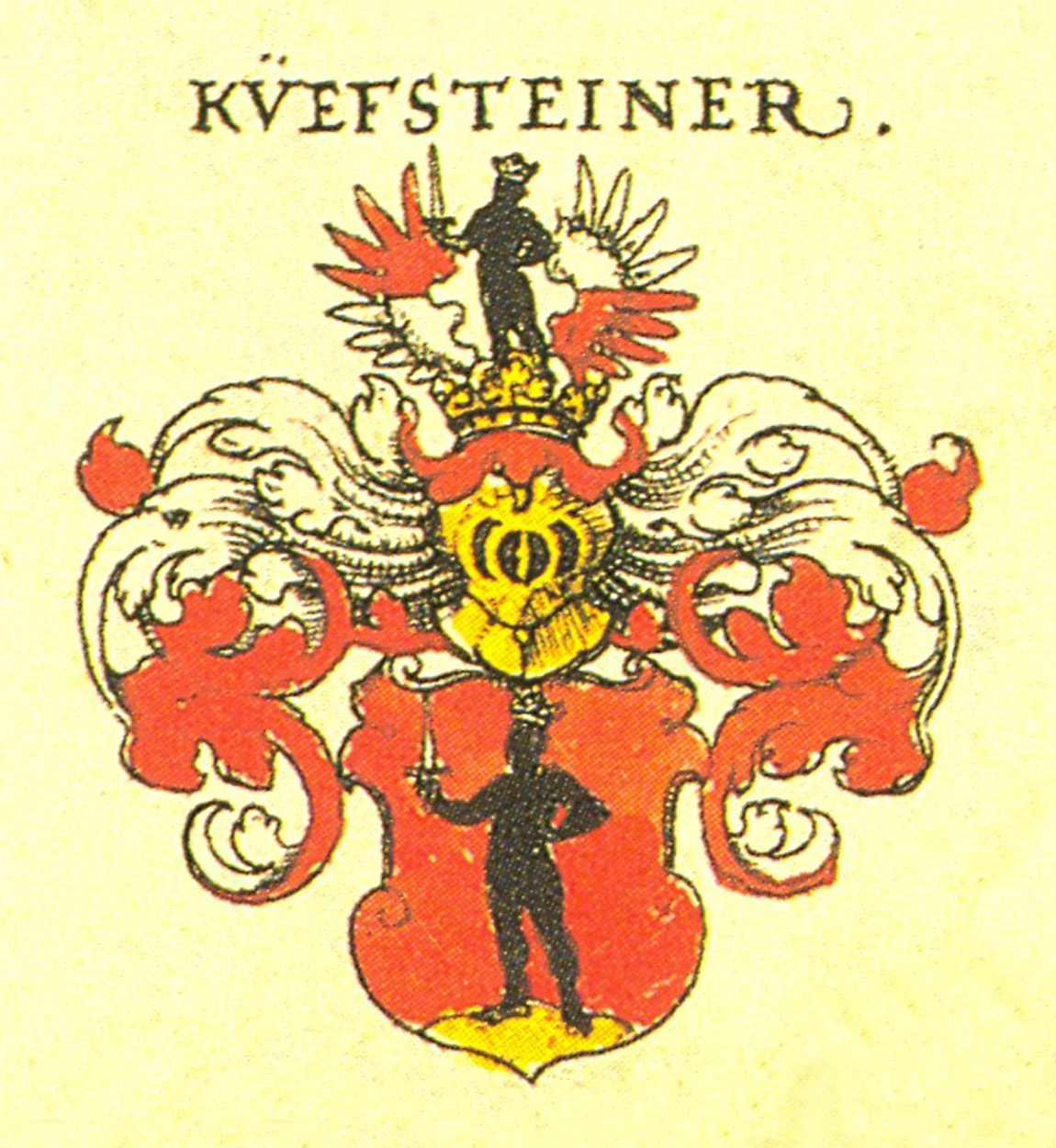
Stammwappen in Siebmachers Wappenbuch 1605
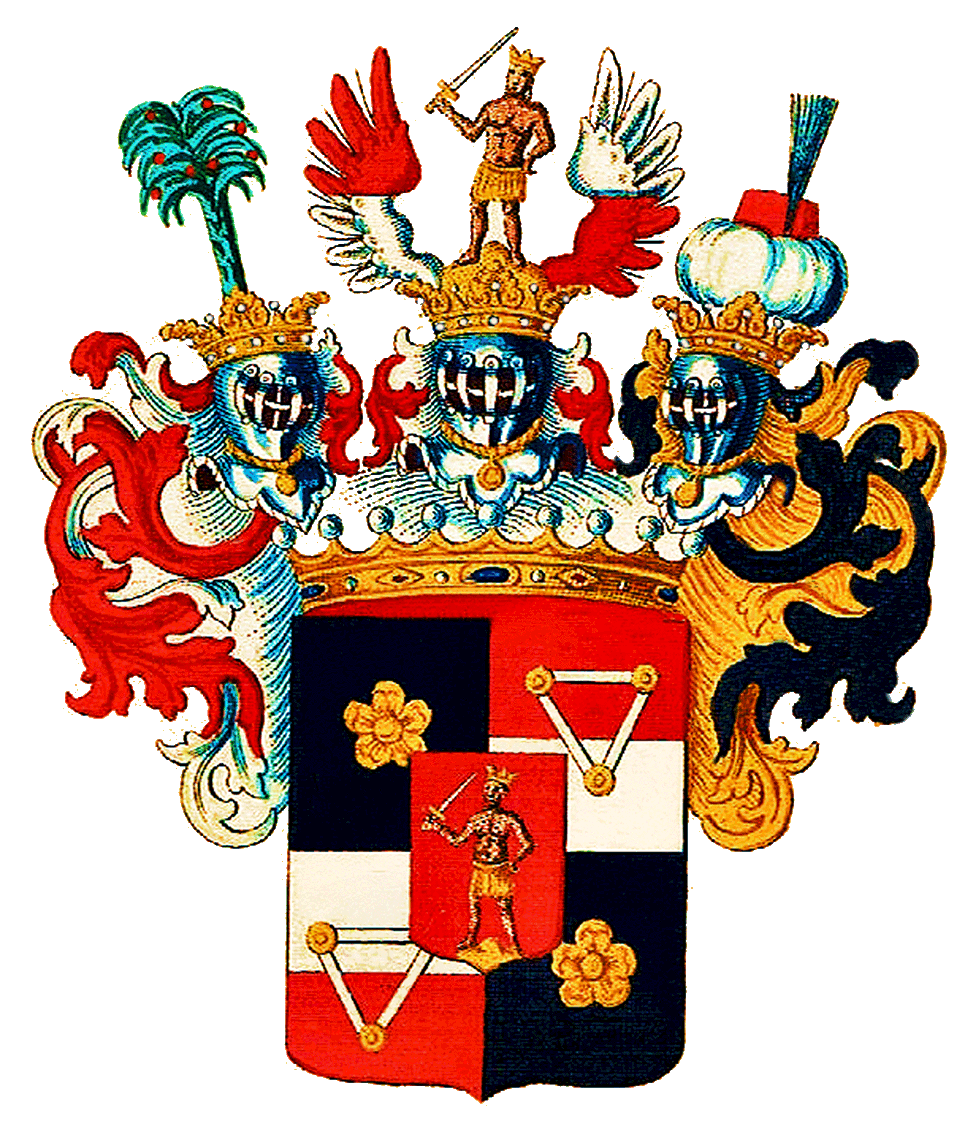
Wappen der Grafen von Kuefstein 1654
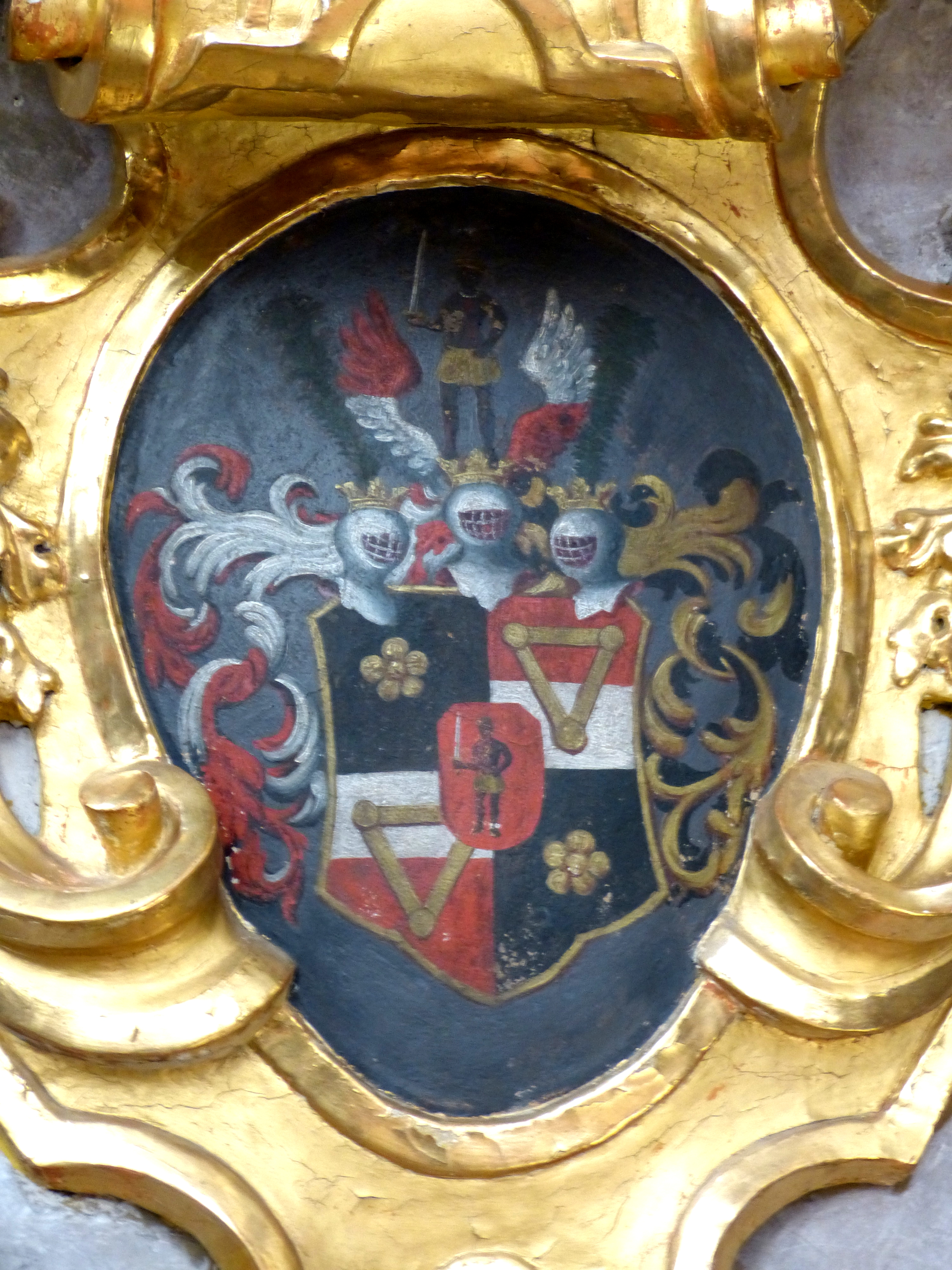
Wappen der Kuefstein (Waidhofen/Thaya, Pfarrkirche)